# 일리오네우스
일리오네우스(Ilioneus)는 그리스 신화에 나오는 니오베의 아들이다. 탄탈로스 왕의 딸 니오베는 여러 자식들을 거느리고 궁전에서 풍족한 삶을 누리면서 점차 자만에 빠져들기 시작했다. 그녀는 신들을 경배하는 것을 잊고 남편과 자식들 그리고 그녀가 소유한 부를 자랑하는 데 모든 시간을 쏟았다. 너무나 오만해진 탓에 그녀는 하늘에 있는 레토 여신이나 그녀의 쌍둥이 자식들인 아폴론 신과 아르테미스 여신보다 지상에서 큰 복을 누리고 있는 자신이 더 숭배 받아 마땅하다는 불경한 말까지 사람들에게 내뱉고 말았다. 이를 듣고 분노한 레토 여신은 아폴론과 아르테미스를 불러 니오베가 감히 여신인 자신을 모욕하며 자식 복이 없다고 조롱한다고 탄식하였다. 남매는 어머니의 복수를 위해 지상으로 내려가서 화살로 니오베의 일곱 아들들을 맏이부터 하나씩 죽이기 시작했다. 형들이 죽는 것을 지켜보던 니오베의 막내아들 일리오네우스는 두 팔을 내밀고 기도를 하며 신들에게 용서를 빌었다. 간절한 기도에 마음이 움직인 아폴론 신은 그의 목숨만은 살려주려 했으나 이미 화살이 활시위를 떠난 뒤였기 때문에 일리오네우스도 결국 죽고 말았다.